# L'Enfer (roman de Barbusse)
Pour les articles homonymes, voir L'Enfer.
L'Enfer est un roman d'Henri Barbusse paru en 1908. Le récit est une attaque contre la société et ses institutions. Il est également profondément teinté d'érotisme.

## Historique
Barbusse écrit ce roman sur une période durant laquelle il se retrouve surchargé d'obligations. Roman très personnel, il le rédige tard le soir, une fois ses diverses tâches de la journée accomplies. Il s'agit de son premier roman. Le style de celui-ci emprunte au naturalisme et à la décadence.

## Résumé
Un homme de trente ans, blasé par la vie, trouve un travail dans une banque à Paris. Il emménage dans une pension de famille. Dans l'obscurité de sa chambre, il aperçoit une fissure dans le mur ouvrant sur la chambre d'à côté. Il va alors se mettre à observer les divers occupants de celle-ci.

## Éditions
- Les éditions Georges Crès, Paris, 1925, avec en frontispice un portrait d'Henri Barbusse par Berthold Mahn.
- Albin Michel